# Férfi 3 méteres műugrás a 2014-es nemzetközösségi játékokon
A férfi 3 méteres műugrást a 2014-es nemzetközösségi játékokon július 31-én rendezték meg az edinburgh-i Royal Commonwealth Pool-ban. Délelőtt a selejtezőt, késő délután pedig a döntőt.
A versenyszám aranyérmét a húsz esztendős malajziai Ooi Tze Liang szerezte meg, maga mögé utasítva a két angolt, Jack Laughert és Oliver Dingley-t.

## Eredmények
| #  | Tagállam   | Név                      | Selejtező | Selejtező | Döntő   | Döntő  |
| #  | Tagállam   | Név                      | Rangsor   | Pontok    | Rangsor | Pontok |
| -- | ---------- | ------------------------ | --------- | --------- | ------- | ------ |
|    | Malajzia   | Ooi Tze Liang            | 2         | 416,15    | 1       | 457,60 |
|    | Anglia     | Jack Laugher             | 1         | 465,80    | 2       | 449,70 |
|    | Anglia     | Oliver Dingley           | 8         | 387,05    | 3       | 425,20 |
| 4  | Kanada     | Riley McCormick          | 4         | 403,10    | 4       | 413,40 |
| 5  | Malajzia   | Ahmad Amsyar Azman       | 10        | 368,75    | 5       | 412,65 |
| 6  | Anglia     | James Denny              | 6         | 394,05    | 6       | 410,90 |
| 7  | Kanada     | François Imbeau-Dulac    | 3         | 406,35    | 7       | 402,70 |
| 8  | Skócia     | James Heatly             | 5         | 397,65    | 8       | 393,35 |
| 9  | Kanada     | Cody Yano                | 12        | 364,35    | 9       | 375,85 |
| 10 | Malajzia   | Chew Yi Wei              | 11        | 364,65    | 10      | 368,50 |
| 11 | Jamaica    | Yona Knight-Wisdom       | 7         | 393,20    | 11      | 360,90 |
| 12 | Új-Zéland  | Li Feng Yang             | 9         | 375,30    | 12      | 320,10 |
|    |            |                          |           |           |         |        |
| 13 | India      | Ramananda Kongbrailatpam | 13        | 358,70    |         |        |
| 14 | Új-Zéland  | Liam Stone               | 14        | 351,55    |         |        |
| 15 | Ausztrália | Grant Nel                | 15        | 335,25    |         |        |
| 16 | Ausztrália | Domonic Bedggood         | 16        | 302,05    |         |        |
| 17 | India      | Siddharth Pardeshi       | 17        | 271,55    |         |        |